# Zenia insignis
Zenia insignis é uma espécie vegetal da família Fabaceae.
Pode ser encontrada nos seguintes países: China e Vietname.
Está ameaçada por perda de habitat.